# Eburodacrys bilineata
Eburodacrys bilineata là một loài bọ cánh cứng trong họ Cerambycidae.